# 荊時薦
荊時薦（1575年—？年），字伯鶚，號延卿，河南省河南府靈寶縣人，明朝政治人物。

## 生平
萬曆二十八年（1600年）庚子科河南鄉試第一名舉人。萬曆三十八年（1610年）庚戌科會試一百七十八名，廷试三甲四十七名進士。觀政兵部，隨後授南直隸鎮江府丹徒縣知縣。萬曆四十一年（1613年）考察不合格，左遷陝西布政司檢校，萬曆四十三年（1615年）任本省鄉試同考官，次年陞湖廣岳州府推官，萬曆四十五年（1617年）因事被論，萬曆四十七年（1619年）致仕。

## 家族
曾祖荊瑞；祖荊賓；父荊轍；母索氏。严侍下。弟荆時霖（國子生）。子荆南珙。